# Gilman Bakalli
Gilman Bakalli (ur. 11 sierpnia 1967 w Szkodrze, zm. 8 października 2016) – albański tłumacz, filozof i eseista, doktor nauk filologicznych. Był deputowanym do Zgromadzenia Albanii z ramienia Partii Demokratycznej.

## Życiorys
Ukończył studia na Uniwersytecie w Grazu. Był wykładowcą na Wydziale Nauk Społecznych i Edukacji na Europejskim Uniwersytecie w Tiranie.
W latach 2005–2009 był deputowanym do Zgromadzenia Albanii z ramienia Partii Demokratycznej.

## Książki
- Alfabeti i tranzicionit (2017, wydanie pośmiertne)[1][2][4][3][5]
- Mendimi kritik i një qytetari ISBN 978-9928-233-15-8 (2018, wydanie pośmiertne)[1][6]